# 維京 (佛羅里達州)
維京（英語：Viking）是位於美國佛羅里達州聖盧西亞縣的一個非建制地區。該地的面積和人口皆未知。

## 地理
維京的座標為27°32′30″N 80°21′43″W / 27.54167°N 80.36194°W，而該地的平均海拔高度為4米（即13英尺）。